# 天門航空
天門航空（英語：Sky Gates Airlines）是俄羅斯一家以茹科夫斯基国际机场和伏努科沃國際機場為基地的貨運航空公司，總部設於莫斯科。2022年2月，由於俄羅斯受到制裁，天門航空暫停營運。3月，絲綢之路西部航空接收了天門航空的機隊，而航空公司亦向政府申請撤銷空運牌照。

## 機隊
截至2018年6月，天門航空機隊如下：
| 機型         | 服役中 | 訂購中 | 備注 |
| ------------ | ------ | ------ | ---- |
| 波音747-400F | 2      | 0      |      |

## 外部連結
- 官方網站（页面存档备份，存于） （英文）